# Нилкон
Нилко́н (тадж. Нилкон) — село в районах республиканского подчинения Республики Таджикистан. 
Входит в состав джамоата (сельской общины) Рохати района Рудаки.
Находится на расстоянии 41 км от райцентра (пгт. Сомониён) и 2 км от центра джамоата (село Теппаи-Самарканди).
Население — 3410 чел. (2017).